# Майская пирамида
Майская пирамида (исп. Pirámida de Mayo) — монумент, расположенный на центральной площади столицы Аргентины города Буэнос-Айрес. Первый патриотический памятник Аргентины. Является старейшим национальным памятником в городе Буэнос-Айрес. Установлен в 1811 году в честь первой годовщины Майской революции.

## История

### Открытие
В марте 1811 года Хунта Гранде постановила, в честь того что 25 мая 1811 должна была состояться первая годовщина Майской революции, отпраздновать это событие и попросила городской совет организовать праздник. Городской совет от 5 апреля 1811, принял программу праздничных мероприятий, в числе которых было возведение колонны в честь памятной даты 25 мая 1811. В истории не зафиксировано, почему была выбрана форма обелиска для колонны. Истина заключается в том, архитектор выбрал форму пирамиды.
Площадь Мая была разделена, образуя два квадрата: первая часть у Каса Росада была названа Плазолета дель Фуэрте и вторая — Пласа-де-ла-Виктория, центром которой стала Пирамида Мая.

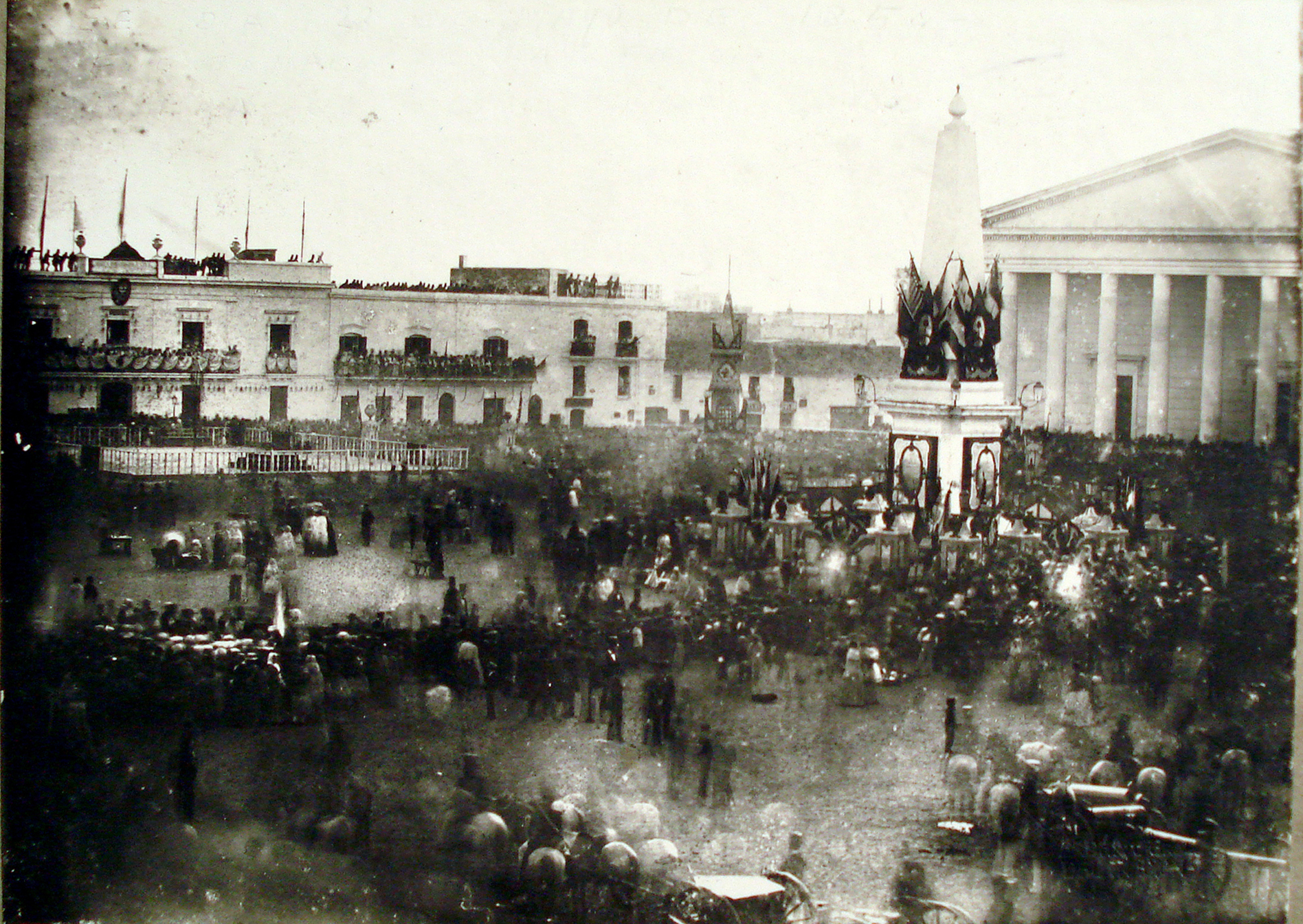
Вид на центр Буэнос-Айреса (1854) Даггеротип созданный Чарльзом Фредериком. Первоначальный памятник до изменений в 1856 году.

Автором памятника стал Педро Висенте Канете, хотя в создании памятника участвовал Дон Хуан Гаспар Эрнандес, профессор из Вальядолида, первый памятник сделан из кирпича, вместо использования древесины, как планировалось сделать первоначально.
25 мая 1811 года памятник был открыт, хотя закончились работы на несколько дней позже, потому что Канете не уложился в указанный срок. У подножия пирамиды были размещены флаги военных частей армии Аргентины, в их числе: гусары и гренадеры гарнизона Буэнос-Айреса. Пирамида и площадь были прекрасно освещены. Для этого были использованы 1141 свеча. Празднества длились четыре дня и включали танцы, розыгрыши.
Несмотря на то, что не были найдены чертежи пирамиды Канете, исследователи пришли к выводу, что это была полая пирамида, потому из-за что нехватки времени не могла быть сделана компактная кладка. Пирамида была около 13 метров в высоту (на своем пьедестале около 15 м в высоту). Это был простой пьедестал, украшенный четырьмя плитами и окруженный забором. По периметру забора были расположены двенадцать малых столбов на которых были размещены фонари.
В дни национальных праздников памятник был щедро украшен лентами, серпантином, бумажными фонариками и прочим.
В 1826 году президент Бернардино Ривадавия планировал возвести памятник патриотам Майской революции, который был бы великолепным бронзовым фонтаном, с надписью: «от Аргентинской Республики патриотам революции 25 мая 1810». Затем обсуждался вопрос сносить ли Пирамиду Мая. Поскольку проект не был осуществлён в связи с отставкой Ривадавия в 1827 году, и несмотря на то, что закон был утверждён Конгрессом.
В 1834 году памятник был в повреждённом состоянии, были сколы на постаменте и проржавевший забор. Правительство наняло каменщика Хуана Сиддерса и кузнеца Роберта М. Гоу для ремонта. Ремонт был закончен в январе следующего года, через два месяца после того, как губернатором стал Хуан Мануэль де Росас.
В 1852 году братья Хуанет поставили вместо свечей газовые фонари.
С 23 мая 1854 года в честь принятия Конституции штата Буэнос-Айрес, на памятнике появились надписи в эту честь и появились новые украшения, в виде каменных цветов.

### Новая пирамида

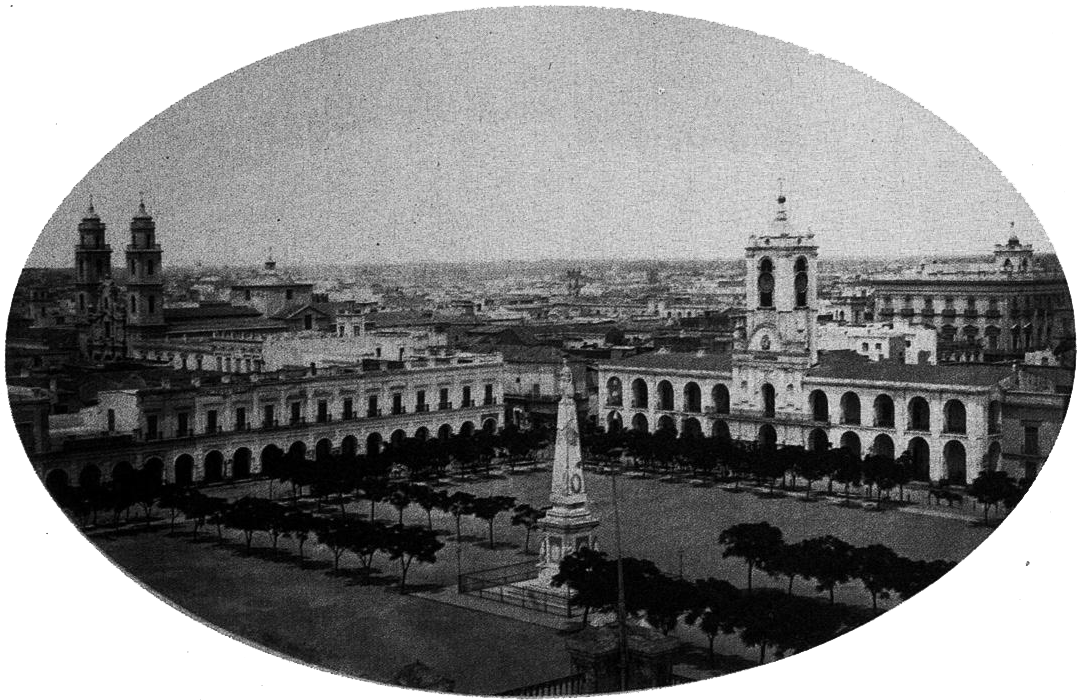
Общий вид площади Мая с Майской пирамидой. 1867 г.

В мае 1856 года пирамида была в очень заброшенном состоянии. До этого 3 апреля Городской Совет Буэнос-Айреса постановил сделать ремонт памятника. Комиссия которая была назначена в составе Доминго Фаустино Сармьенто, Фелипе Ботета и Исаака Фернандеса Бланко поручила художнику и архитектору Прилидиано Пуэйрредону преобразить памятник. Был создан проект с большим  желанием сделать его более художественным и грандиозным. Проект был принят и памятник стал выше первоначального варианта. Обелиск венчала аллегория Свободы во фригийском колпаке, работы французского скульптора Жозефа Дюбурдье, которая сейчас считается национальным олицетворением Аргентины. Высота статуи составляла 3,6 м. Дюбурдье также создал символические фигуры Промышленности, Торговли, Науки и Искусства, которые установили на углах пьедестала.

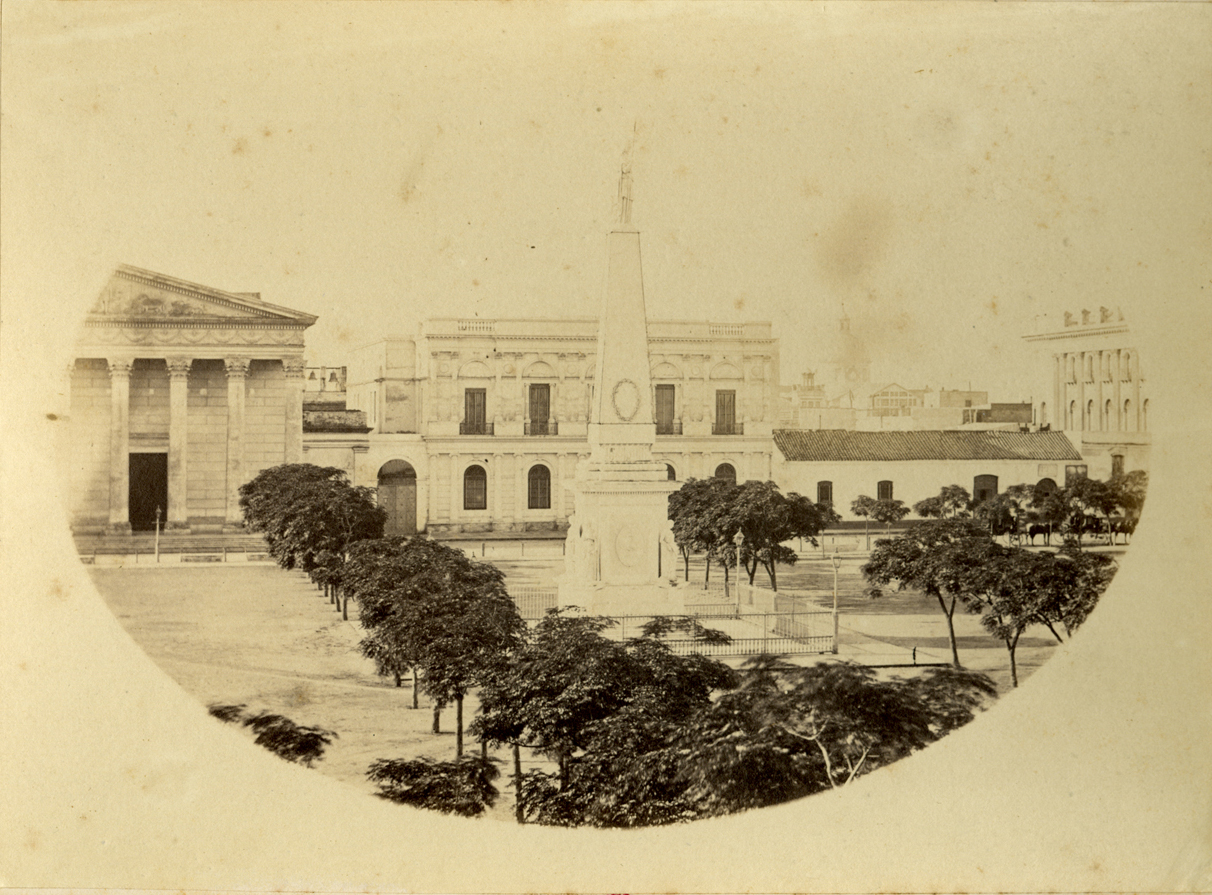
Новая пирамида. Фотография Эстебана Гонне. (1864)

На восточной стороне памятника, на который выходит резиденция президента Аргентины Каса Росада, было добавлено золотое солнце, а на остальных сторонах — барельефы лавровых венков. По сторонам пьедестала было помещено изображение герба Аргентины. Вокруг памятника были размещены газовые фонари. Работа была закончена 27 апреля 1856. В 1859 штукатурка, которая покрывала Пирамиду была заменена на мрамор.
21 октября 1860 памятник был свидетелем создания поправок в Конституцию Аргентины властями провинции Буэнос-Айреса во главе с Бартоломе Митре.
Кто посетил город, были разного мнения о памятнике:
Площадь Виктории, со своей статуей Свободы с высоким пьедесталом, была самой великолепной частью города; эти впечатления от посещения города Бартон написал в своём дневнике, что контрастировало с покосившимися домами и всем что находилось вокруг площади было маленьким, бедным и уродливым

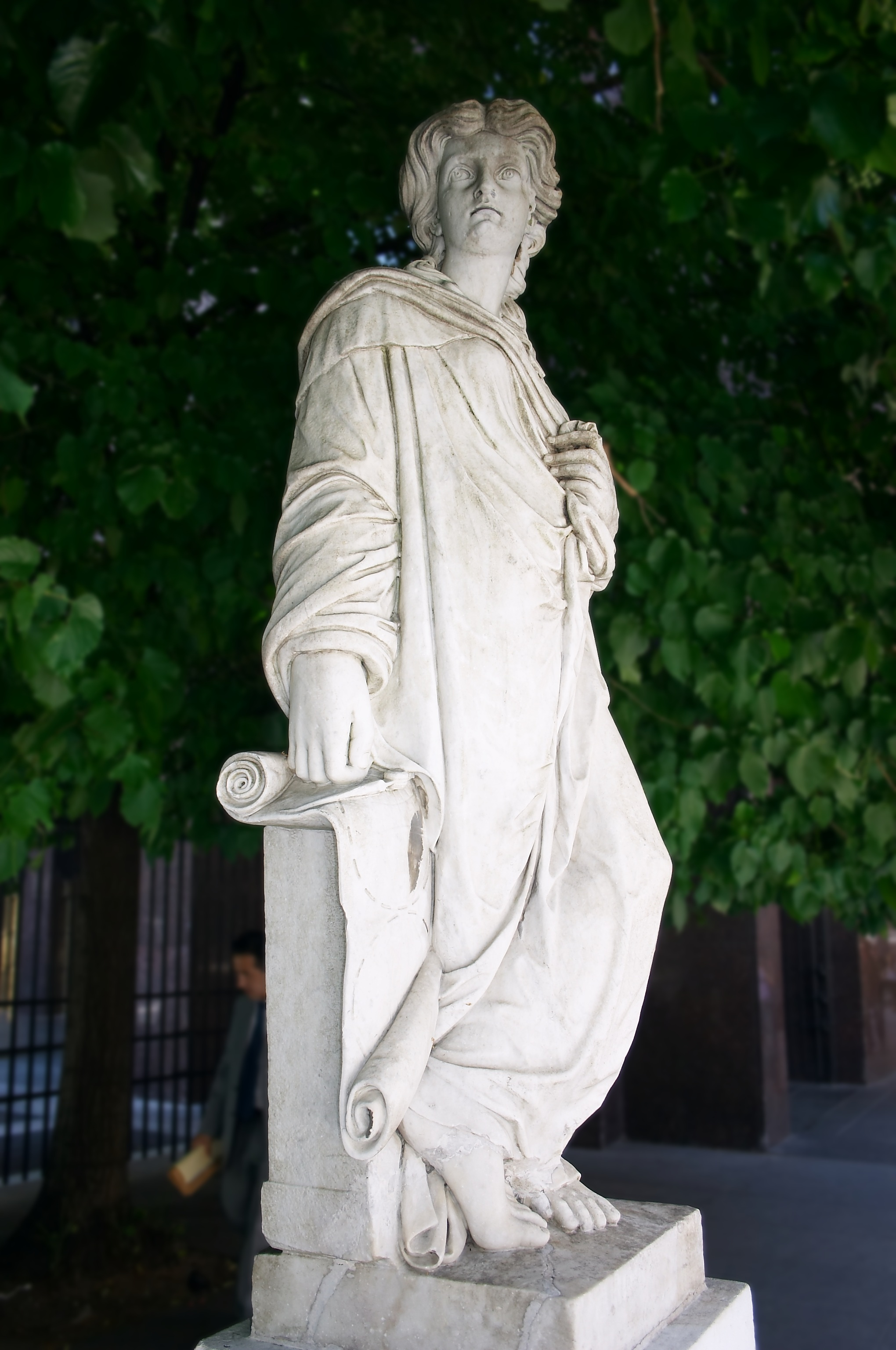
География.

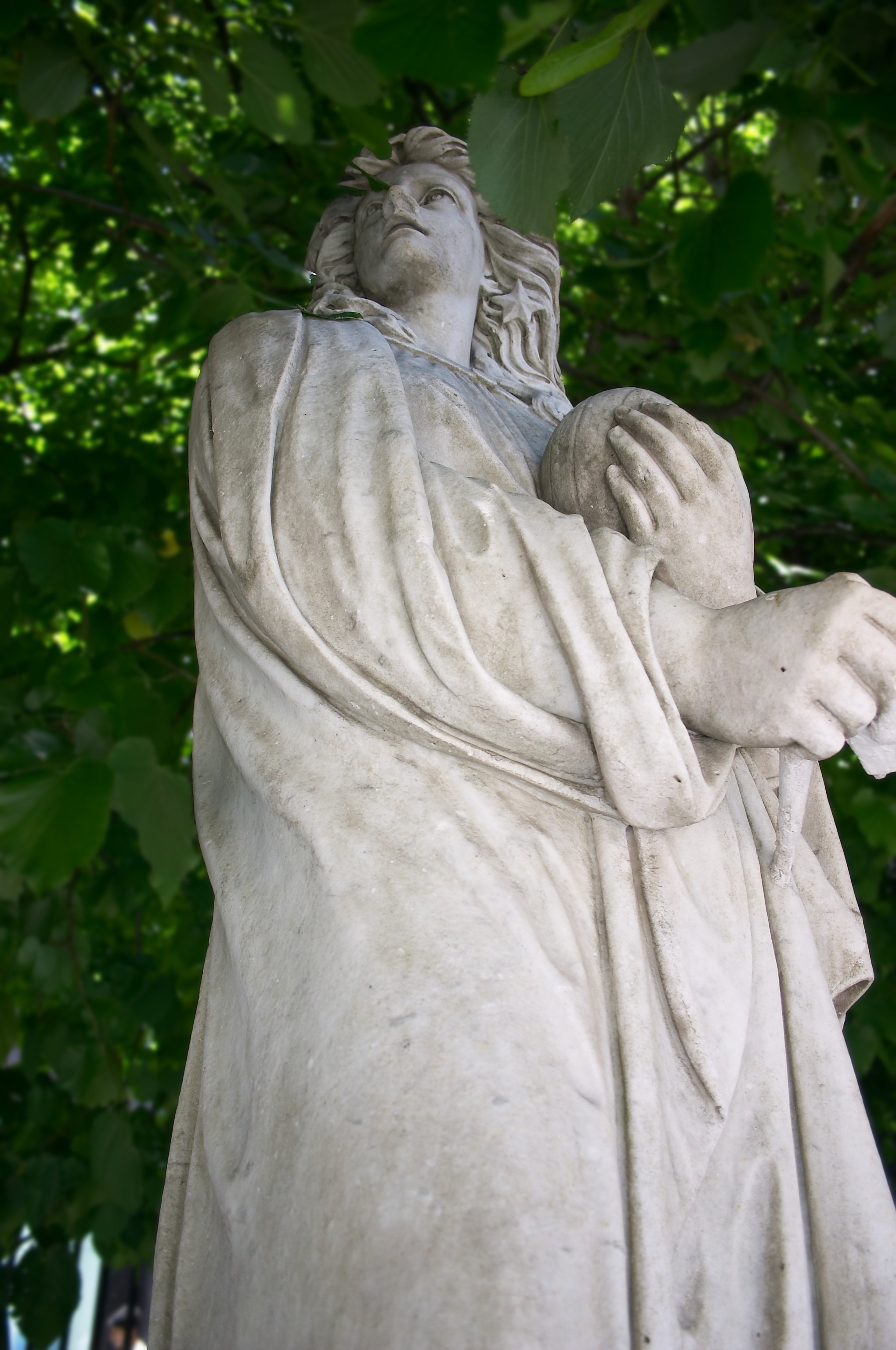
Астрономия.

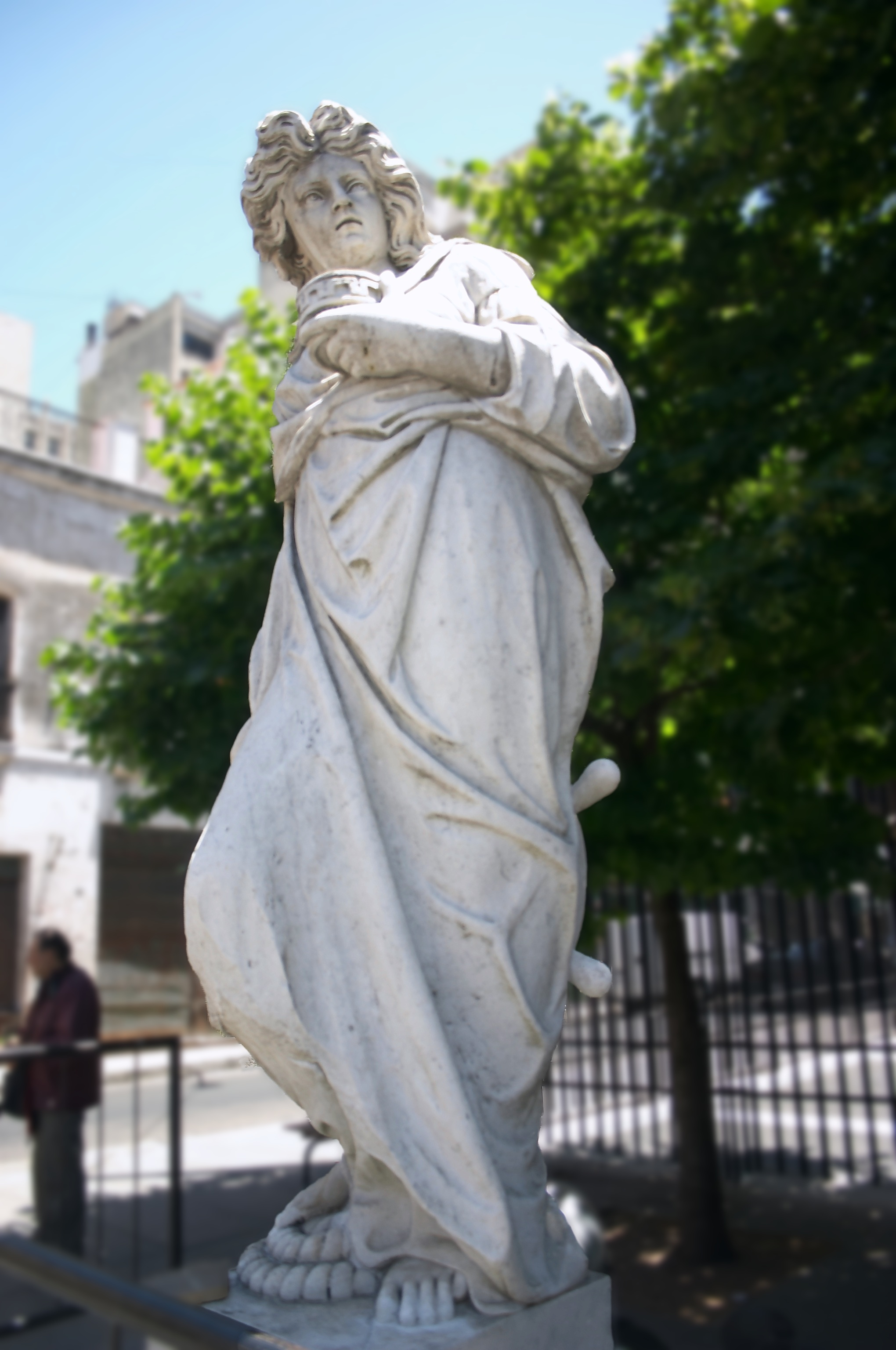
Навигация.

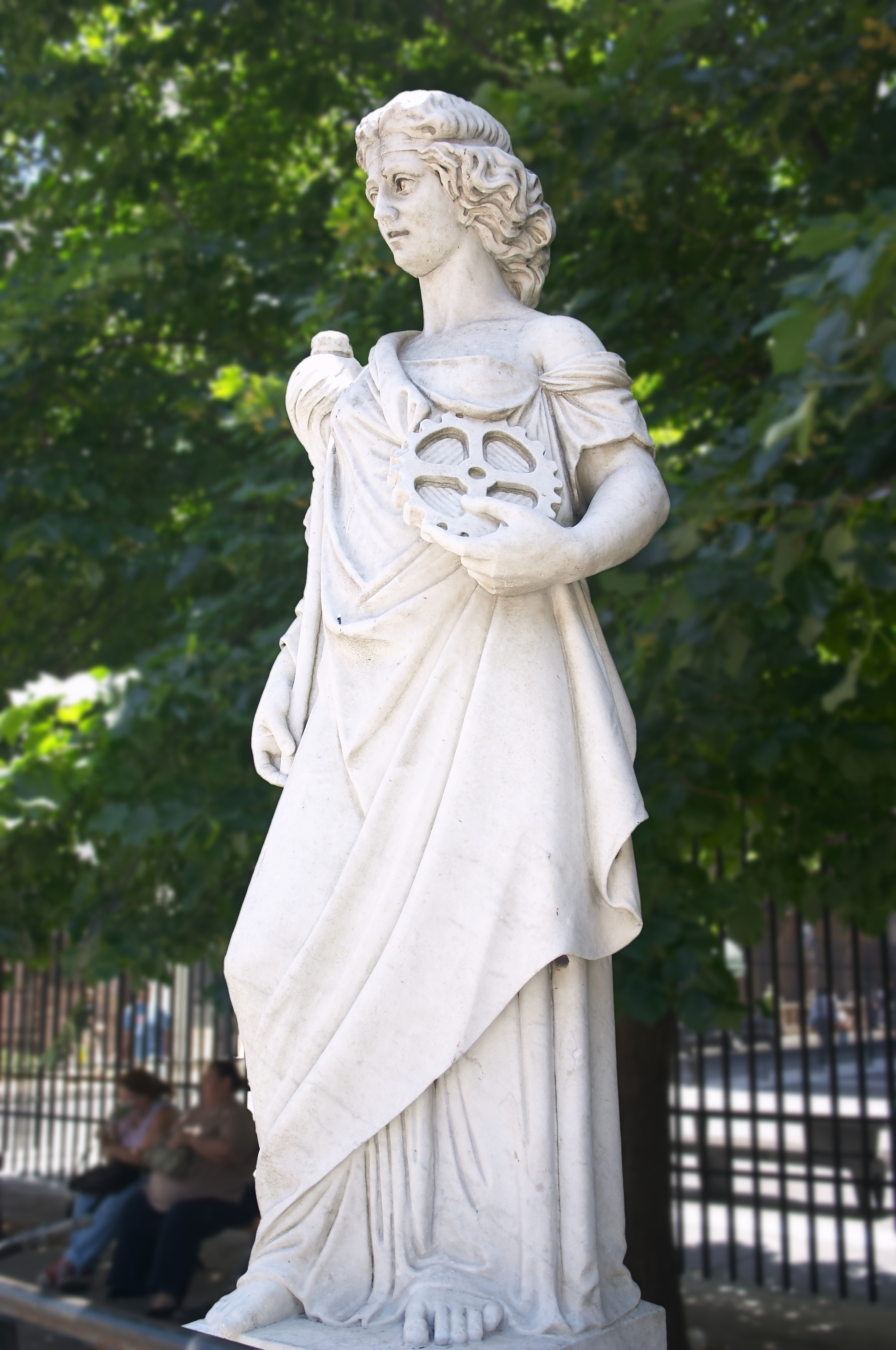
Индустрия.

В 1859 году, потому что гипс использованный при реконструкции не выдержал испытания временем, его основание было покрыто мрамором. В 1873 году статуи находились в очень плохом состоянии, поэтому были удалены и заменены на мраморные скульптуры из каррарского мрамора (Географии, Астрономии, Мореходства и Промышленности), ранее они были на первом этаже здания «Banco Provincia» на улице Сан-Мартин. Они оставались на этом месте до 1912 года, когда они были сняты. 6 октября 1972 статуи были расположены на старой площади Сан-Франциско, на пересечении улиц Дефенса и Альсина, около 150 метров от нынешнего местоположения пирамиды. В июле 2017 года, во время реставрации памятника, они были возвращены к месту расположения пирамиды.
В 1883 году, под руководством мэра Торкуато де Альвеара началась реконструкция Площади Мая. Мэр считал, что памятник должен быть снесён, а вместо него построен более грандиозный, поэтому он попросил разрешения у городского совета на реализацию проекта. Также консультировался с уважаемыми согражданами: бывшими президентами Бартоломе Митре; Доминго Ф. Сармьенто и Николасом Авельянеда; Висенте Ф. Лопесом; Андрес ламы; Мигелем Эстевес Сеги, который был начальником полиции и главой муниципалитета; Анджелом Джастиниано Карранса, Мануэлем Рикардо Треллесом и Хосе Мануэль Эстрадой. Так, например, Митре выразил мнение, что «если этот памятник существовал в первобытной и тяжелой простоте, нет никаких сомнений в том, что памятник следует сохранить но придать ему первоначальный вид. Сармьенто отверг изменение памятника на первоначальный. Доктор Николас Авельянеда также предлагал восстановление первоначального памятника.
Были так много мнений и журналистских протестов, что городской совет и Альвеар решили не вводить новшества. Однако 25 октября, Национальный конгресс принял решение ликвидировать «печальный памятник» и установить «великолепный бронзовый фонтан», но и эта инициатива не была осуществлена.

### Изменения
В 1906 году перед празднованием столетия Майской революции Аргентины, среди многих проектов был проект создания грандиозного «Памятника революции 1810 г.», с идеей перенести пирамиду Мая. Состоялся международный конкурс, который выиграл итальянский скульптор. Расположение памятника должно было быть в центре Площади Мая, для которого началась работа под руководством Ансельмо Боррела.
Исторический совет города (предшественник Национальной академии истории), провёл анализ, который подтвердил, что первоначальная пирамида была сильно изменена к 1857 году. Во-первых, как говорилось выше, должны навсегда быть убраны мраморные статуи вокруг памятника.
В 1912 году памятник был существенно перестроен и, в связи с планами сооружения поблизости бо́льшего обелиска, перемещён восточнее на 63 м от первоначального места. В ходе работ памятник был окружён деревянным саркофагом, чтобы защитить его во время переноса на новое место. Были созданы два специальных рельса на расстоянии друг от друга около 4 метров, которые должны были выдерживать вес 225 тонн. Движение саркофага осуществлялось кранами, саркофаг стоял на твердых колесах. Так, шаг за шагом, на 63,17 м с 12 по 20 ноября 1912 года, саркофаг был передвинут. Тем не менее, проект создания еще одного большого памятника снова ни к чему не привел, отчасти с началом Первой мировой войны и частично из-за протестов тех, кто был против переезда. Таким образом, в 1915 году, чтобы удовлетворить просьбу протестующих, саркофаг был удален, все вернулось к тому как было раньше, за исключением того что, сняли забор.
Кроме того, идея восстановить его исторический вид, успеха не имела. Но последующие предложения ограничивались только тем, чтобы разместить его на уровне земли, обновить и заменить щиты 1813 года, в дополнение к восстановлению первоначальных ворот.
Декретом № 120.412 от 21.05.1942 года Майскую пирамиду объявили национальным историческим памятником.

25 мая 1960 года властями Аргентины и Уругвая на восточной стороне памятника была помещена памятная доска, которая гласит: 
Правительство Уругвая и великий народ Аргентины празднует полуторавековой юбилей Майской революции, славная дата, с которой начался процесс освобождения народов Ла-Платы.
 В 1976 году к постаменту памятника привезли землю со всех провинций Аргентины.
Общая высота пирамиды — 18,76 м.

Скульптуры, окружавшие Майскую пирамиду
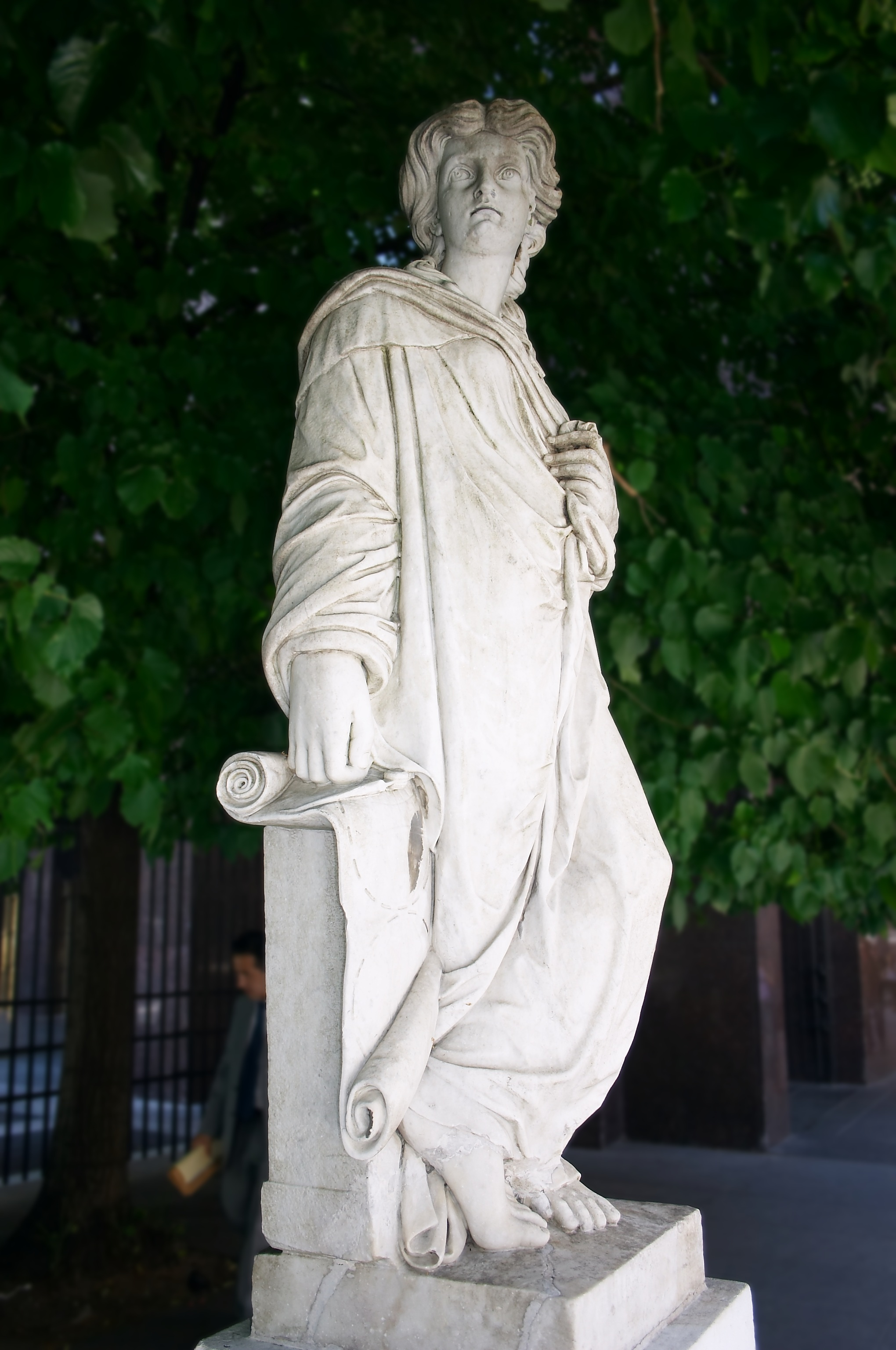
География
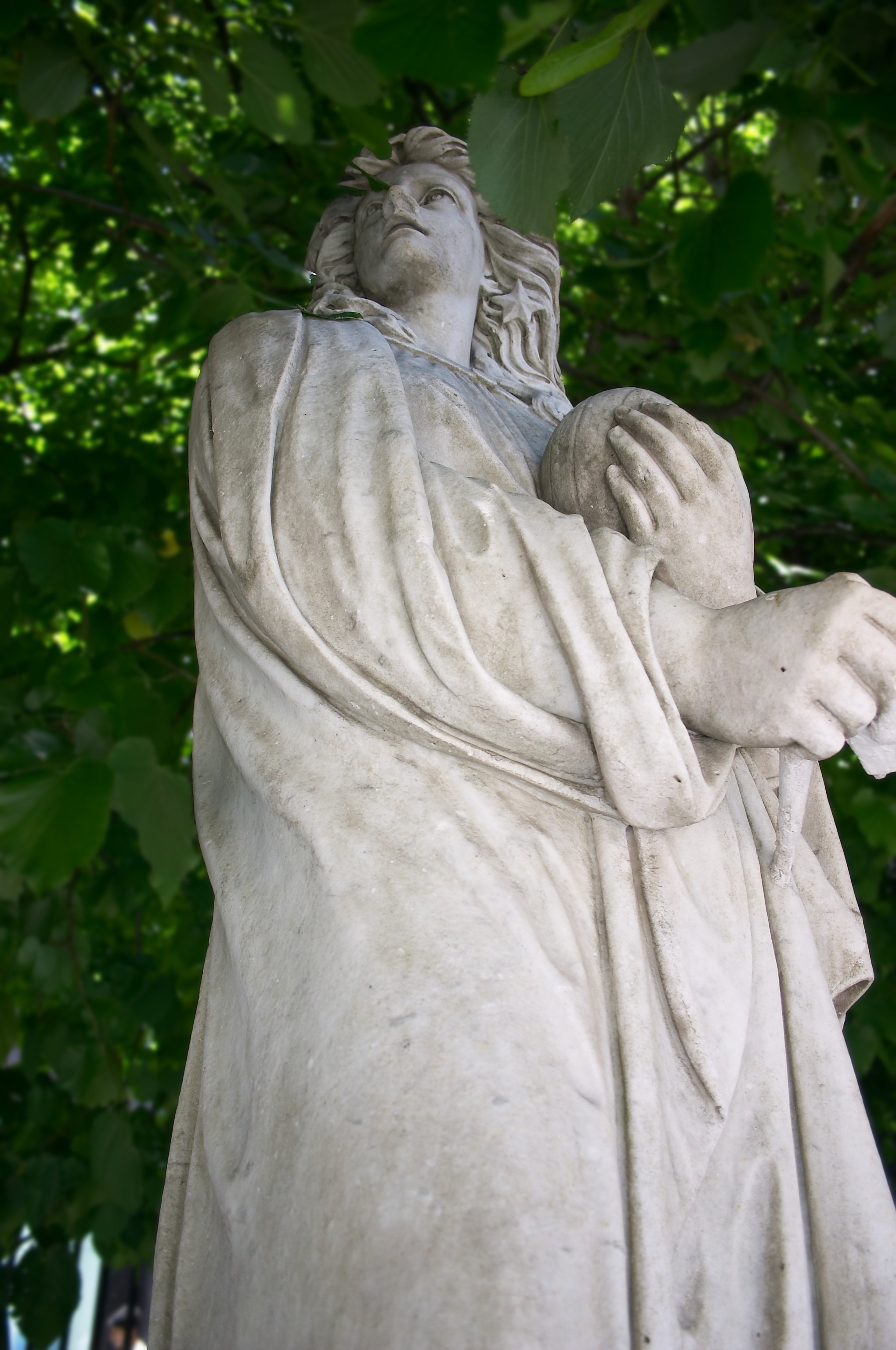
Астрономия
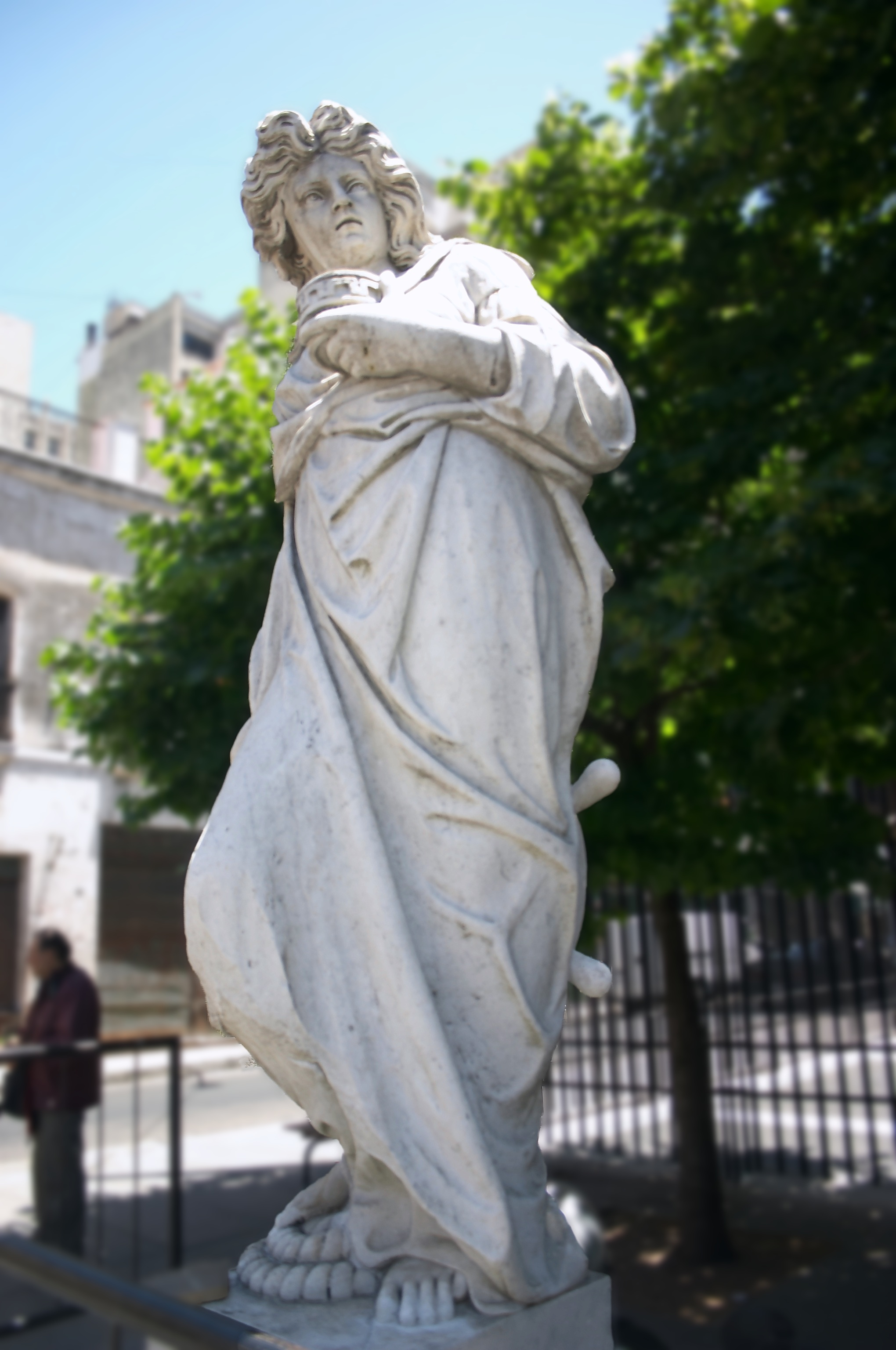
Мореходство
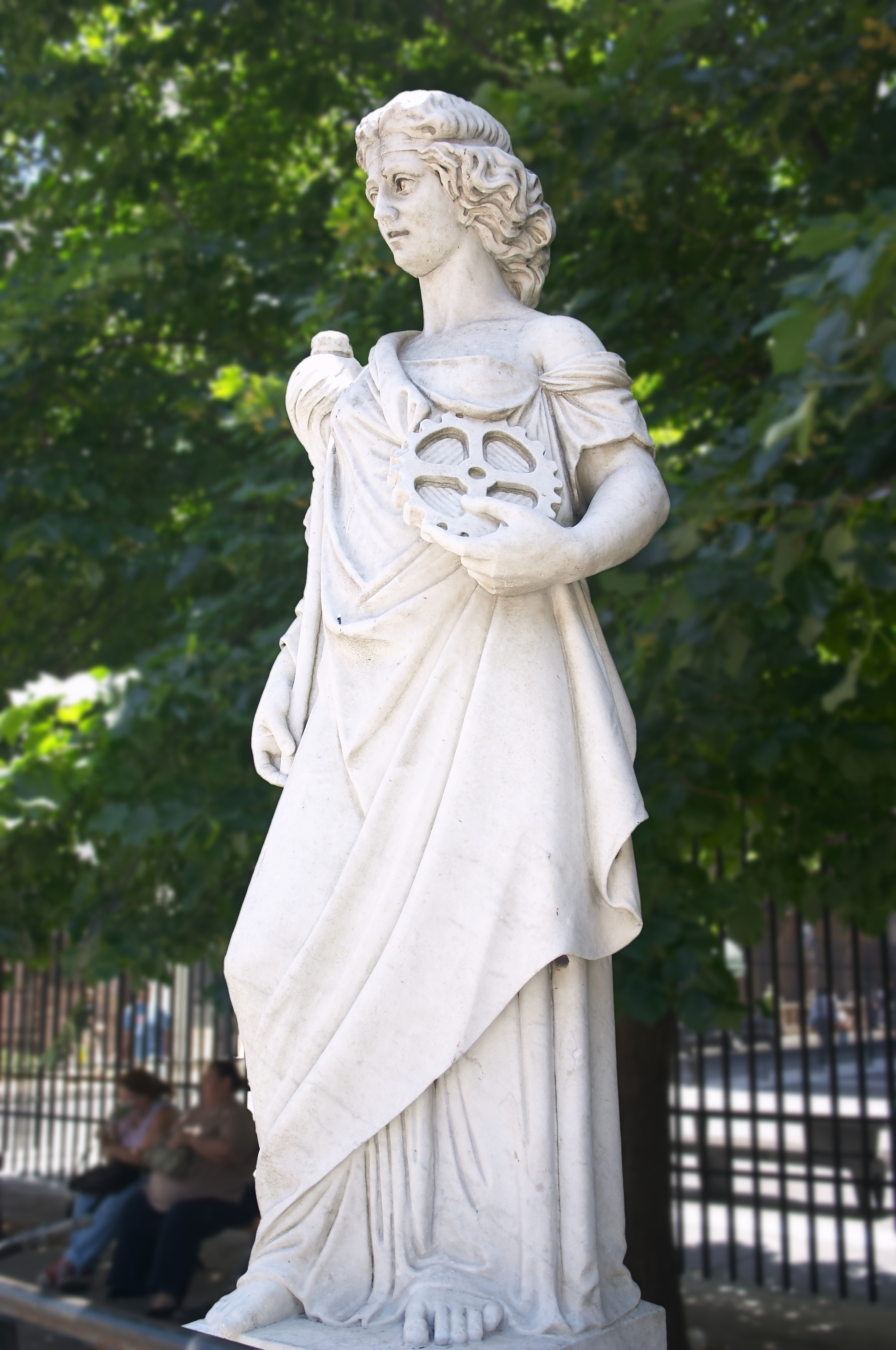
Промышленность

### Пирамида и пропавшие

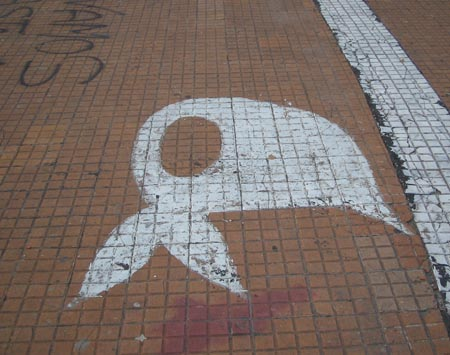
Белая косынка как символ матерей площади Мая, нарисованная на площади

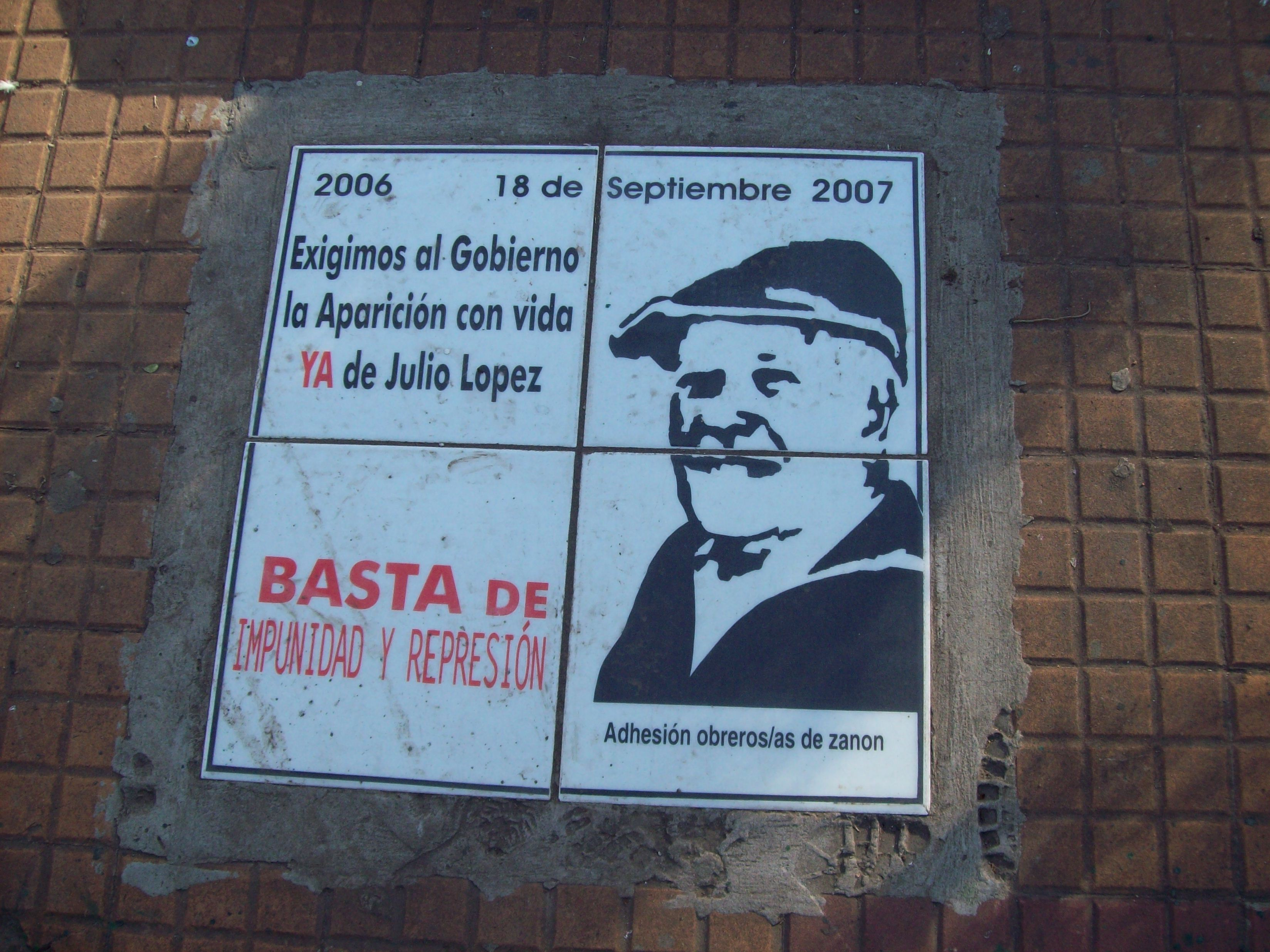
Плакат размещённый рабочими завода ZANON, в память о Хорхе Хулио Лопесе.

Во время военной диктатуры так называемого «Процесса национальной реорганизации» (1976-1983) Матери площади Мая и Бабушки Площади Мая, прошли вокруг пирамиды, покрытые белым шарфом, в знак протеста на аресты и исчезновение их родственников, в том числе около 500 детей.
10 марта 2005 года Законодательное собрание автономного города Буэнос-Айрес приняло Закон 1653, который объявил «историческим наследием» площадь вокруг пирамиды Мая. В настоящее время в это пространство, окрашено в стилизованной форме, напоминая что здесь собирались матери тех, кто пропал без вести во время военной диктатуры.
8 декабря того же года, по просьбе родственников, в честь пропавшего Азусены Виллафлора был нанесён пепел на пирамиду Мая в том же месте, где начали свои протесты Матери площади Мая.
18 сентября 2007 года в рамках собрания на площади Мая, с целью отметить годовщину исчезновения Хорхе Хулио Лопеса после его выступления против экс-главы полиции Мигеля Эсколаца, четыре плаката были размещены рабочими завода ZANON у подножия пирамиды, рядом с табличкой в честь Азусены Виллафлора.

### Реставрация
В мае 2010 года, благодаря частной инициативе реставрационной студии Уффици, группа из восьми человек во главе с Хосе Мастранджело частично восстановили пирамиду Мая, перед празднованием двухсотлетия Майской революции. В ходе работ удалены сколы и ржавчина.
С начала 2017 года, в годовщину инаугурации 1856 года, начался процесс полного восстановления всего памятника возглавленный Генеральным директором музеев и исторического наследия правительства автономного города Буэнос-Айрес. Были возвращены статуи которые были убраны в 1912 году, а кроме того и была реставрирована статуя Свободы которая венчает памятник. Последней был добавлен наконечник копья из алюминия: оригинал был из железа, который в конечном счете исчез и был заменён деревянным. Был отремонтирован мраморный постамент, так как он сохранял следы вандализма и плохого ремонта, включая восстановление 2010 года, что привело к дальнейшему ухудшению состояния памятника.

## Копии
Пирамида находящаяся в городе Ла-Пунта (San Luis) является точной копией Пирамиды Мая создана в соответствии с оригиналом.
На площади Эдуардо Коста, напротив мэрии города Кампана, в провинции Буэнос-Айрес, была открыта 25 мая 1960 года и по случаю празднования полуторавекового первого юбилея нации Аргентины, копия Пирамиды мая. Памятник был сделан по просьбе тогдашнего мэра города Каликсто B. Деллепиана и подарен господином Адольфо Марком, в соответствии с Указом No. 656 от 8 апреля 1960 года и его последующего утверждения на H.C.D. (Постановление № 573/60 от 13 мая 1960).
Кроме того, на одном конце площади Сан-Мартин в городе Вифлееме де Эскобар, а также в провинции Буэнос-Айрес, это еще одна копия Пирамиды Мая. Она сделана из железа и цемента. В день открытия в 1961 году в неё был помещён сундук с 
письмами и сообщением о браке, который будет лежать здесь 100 лет и будет вскрыт в 2061 году.
Существует также копия Пирамиды Мая в городе Сан-Хосе-де-Майо (Республика Уругвай), город, в котором, после травм, полученных в драке на этом месте 25 апреля 1811 г., умер капитан Мануэль Артигас, один из награжденных при открытии первой пирамиды. Расположение пирамиды на углу улиц 25 мая и Мануэля Родригеса.
Также копия есть в итальянской коммуне Потенца-Пичена, которая является подарком, сделанный итальянскими иммигрантами, которые вернулись из Аргентины в Италию.

И, наконец, «Пасео-де-ла-Democracia» в городе Вилла Элиса, провинция Энтре-Риос, является точной копией пирамиды из дерева созданную резчиком Адрианом Кабрера. Памятник был открыт 24 марта 2017 года по случаю празднования Национального Дня памяти, правды и юстиции.

Копии Пирамиды Мая
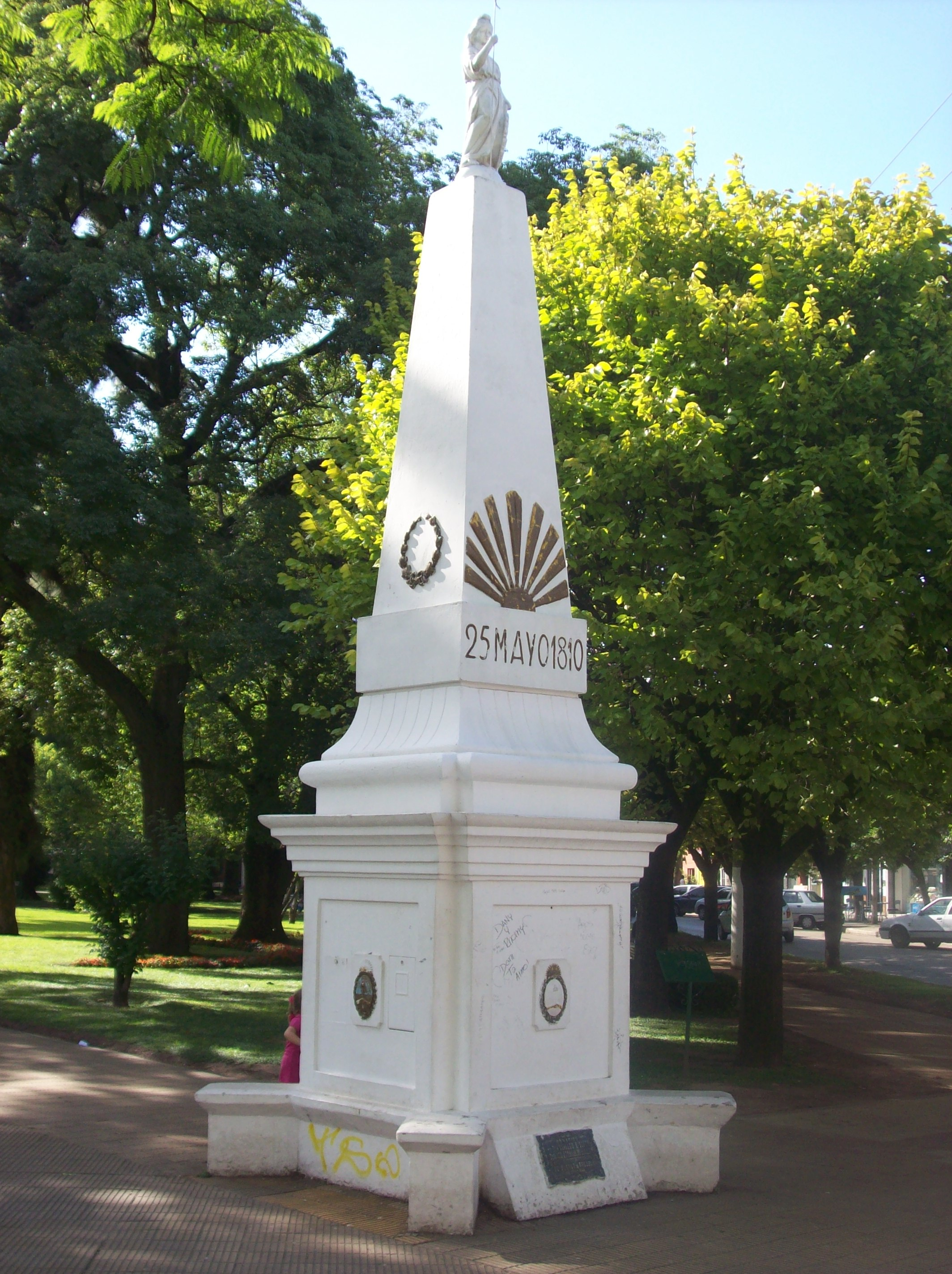
Пирамида Мая в Белен де Эскобар
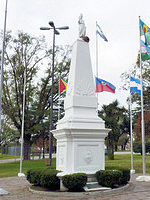
Пирамида Мая в Кампанье
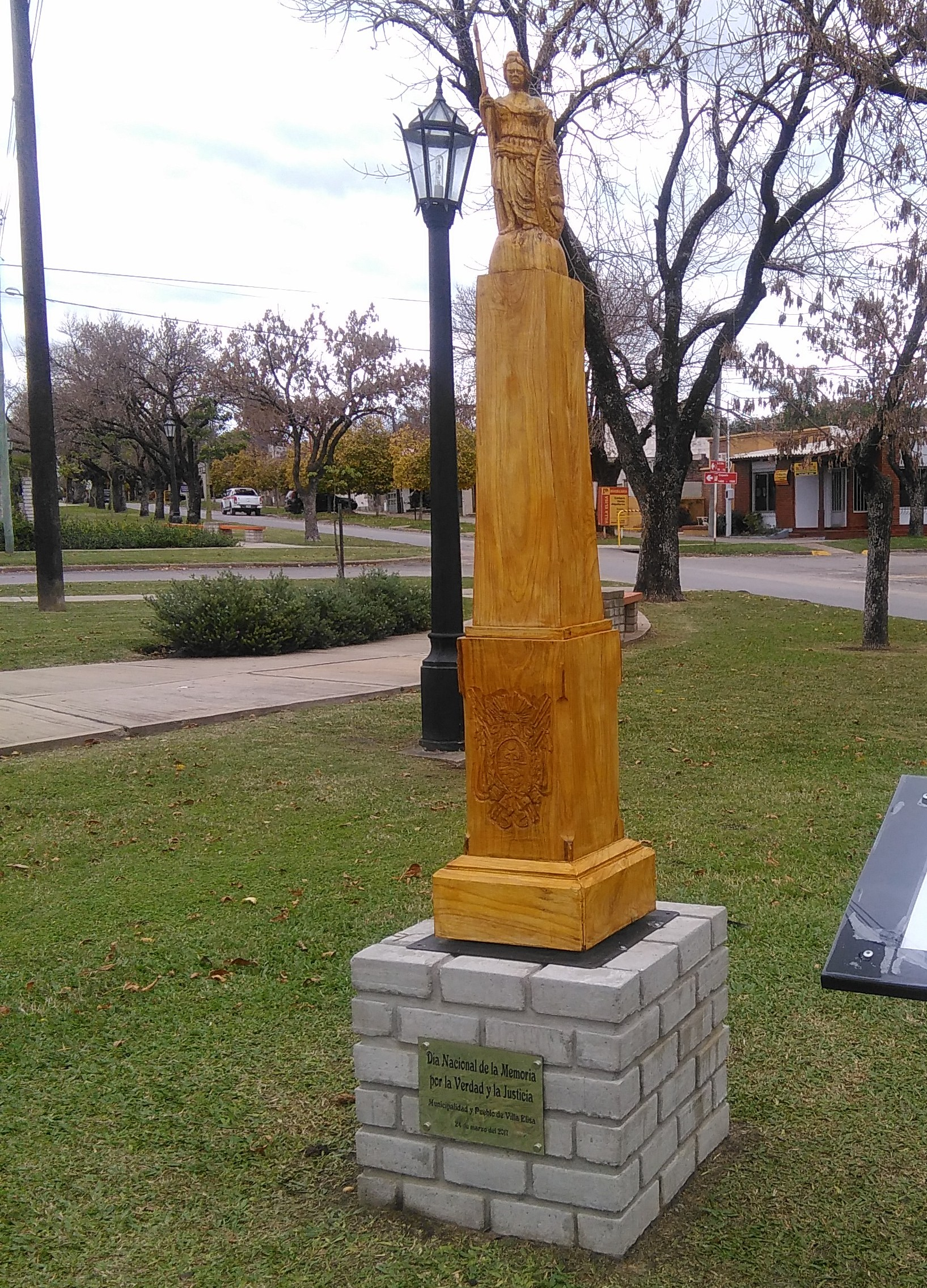
Пирамида Мая в Вилла Элиса